# Zdravko Velimirović
Zdravko Velimirović (Cetinje, 11 d'octubre de 1930 - Belgrad, 7 de febrer de 2005) va ser un director i guionista de cinema iugoslau, professor universitari, membre de l'Acadèmia de les Arts i les Ciències. Va dirigir 43 pel·lícules entre 1954 i 2005.

## Biografia
Era fill del professor Luka Velimirović i de la professora Zagorka (nascuda Balić) Velimirović. Va acabar l'escola secundària a Kotor.
Durant la seva carrera va estar involucrat en diverses arts: director de llargmetratges, documentals i curtmetratges, director de sèries de televisió, director de drames a la ràdio, director de teatre i guionista de tots els esmentats. A part dels seus grans èxits en arts i cultura a Iugoslàvia, va tenir una cooperació excepcional amb cineastes de renom occidentals i oriental i societats cinematogràfiques mundials. Durant molts anys va ser també professor universitari i director de la Universitat d'Arts Dramàtiques de Belgrad, on molts dels seus antics estudiants es van formar com a cineastes de primer nivell mundial. Va donar classes al Canadà i va donar conferències per invitació a diverses acadèmies i instituts d'art de tot el món. Es va casar amb Ranka Velimirovic, productora de cinema i televisió, el 1963, i van viure i treballar junts durant tota la vida.

## Filmografia
| Any  | Títol original                       | Festival de cinema                                                   | Premi      | Acreditat com a | Acreditat com a |
| Any  | Títol original                       | Festival de cinema                                                   | Premi      | Director        | Guionista       |
| ---- | ------------------------------------ | -------------------------------------------------------------------- | ---------- | --------------- | --------------- |
| 1960 | Dan četrnaesti                       | 14è Festival Internacional de Cinema de Canes                        |            |                 |                 |
| 1965 | Provereno nema mina                  |                                                                      |            |                 |                 |
| 1968 | Lelejska gora                        |                                                                      |            |                 |                 |
| 1974 | Derviš i smrt                        | Representà Iugoslàvia als Oscars de 1975, Festival de Cinema de Pula | Arena d'Or | Sí              |                 |
| 1975 | Vrhovi Zelengore                     | Festival de Cinema de Pula                                           | Arena d'Or |                 | Sí              |
| 1978 | Dvoboj za južnu prugu                |                                                                      |            |                 |                 |
| 1981 | Dorotej                              |                                                                      |            |                 |                 |
| 1985 | O Tempo dos Leopardos/Vreme leoparda |                                                                      |            |                 |                 |

### Documentals
- Zublja Grahovačka (1958)
- Nokturno za Kotor, (1959)
- U spomen slavne mornarice (1959)
- Četvrta strana (1963)
- Rade, sin Tomov; Njegošu uz hodočašće (1964)
- Lux Aeterna; Večita svetlost (1965)
- Ekselencija (1966)
- Španija naše mladosti (1967)
- A, to ste vi! (1968)
- Skenderbeg (1968)
- Tajna večera; Medijala (1969)
- Prvi pešački prolazi (1969)
- Srušeni grad (1970)
- Ostrog (1970)
- More, sunce i... (1971)
- U zdravom telu, zdrav je i duh (1971)
- Umir krvi (1971)[4]
- Dokaz (1972)
- Pogibija (1972)
- Podanici drevnog kulta (1977)
- Derviši (1977)
- Most (1979)
- Veselnik (1980)
- Gradsko saobraćajno Beograd (1981)
- Kad ti kao ličnost nestaješ (1983)
- Srpska akademija nauka i umetnosti (1984)
- Kako sačuvati grad (1987)
- Uzvišenje (1991)
- Rijeka Zeta, majka i kolijevka (1991)
- Povratak na Medun (1992)
- Piva (1993)
- Njegoš u Boki (1995)
- Naši dragi gosti (1996)
- Kapa lovćenska (1996)
- Darovi domu svetih ratnika (2004)

## Premis
- El premi "13 de juliol" per la pel·lícula Zublja grahovačka, Iugoslàvia, 1958.[5]
- El premi "13 de juliol" per la pel·lícula Lelejska gora, Iugoslàvia 1967.[5]
- Arena d'Or al millor director 1974[2]
- Arena d'Or al millor guió 1976[2]
- Premi Cavaller de Plata per "Darovi domu svetih ratnika" als Cavallers d'Or del festival de Tambov, Rússia 2004.
- Premi a la millor pel·lícula religiosa-cultural per la pel·lícula "Darovi domu svetih ratnika" al festival de cinema de Lecce, Itàlia 2007.[2]
- Premi per "Darovi domu svetih ratnika" en la categoria de documentals religiosos al Festival Internacional de Cinema ART&TUR a Barcelos, Portugal 2008.[2]